# Hollenfels
Hollenfels (luxemburgisch Huelmesⓘ) ist eine Ortschaft in der Gemeinde Helperknapp, Kanton Mersch, im Großherzogtum Luxemburg.

## Lage
Hollenfels liegt oberhalb des Eischtals, an der CR 113. Nachbarorte von Hollenfels sind unterhalb im Tal Marienthal und Ansemburg, im Westen Tüntingen.

## Allgemeines
Die Burg Hollenfels (= „Burg hohlen Fels“), welche im Osten der Ortschaft am Hang zum Eischtal steht, beherrscht das Ortsbild. Sie wurde erstmals 1041 urkundlich genannt. Von der ursprünglichen Burg ist der mächtige, im 14. Jahrhundert erbaute, 40 Meter hohe, Bergfried erhalten. Das angebaute Gebäude ist deutlich jünger. Zum Gelände gehört auch die Jugendherberge des Ortes, die Burg wird vom Jugendwerk auch genutzt (Bildungszentrum für nachhaltige Entwicklung des Service national de la Jeunesse). Das Dorf Hollenfels ist ländlich geprägt. Seit Beginn 2021 steht die Burg unter Denkmalschutz. Neben der Burg steht die 1856/1900 nach Plänen von Antoine Hartmann erbaute neugotische Kirche St. Sebastian.